# Saul Aaron Kripke
Saul Aaron Kripke (anglès: Saul Kripke)  (Bay Shore, 13 de novembre de 1940 - Nova York, 15 de setembre de 2022) va ser un filòsof i lògic estatunidenc, a banda de professor emèrit de la Universitat de Princeton.
Va ser molt influent en diversos camps relacionats amb la lògica, la metafísica i la filosofia del llenguatge. Gran part del seu treball és inèdit encara, o existeix solament com a enregistraments en cintes i manuscrits que circulen en mitjans privats. De qualsevol forma, era àmpliament considerat com un dels més importants filòsofs del seu temps, i va guanyar en 2001 el Premi Schock de lògica i filosofia.
Després de graduar-se en 1958, Kripke va estudiar en la Universitat Harvard en què va obtenir un grau bachelor en matemàtiques. Durant el seu segon any a Harvard, Kripke va donar un curs de lògica per a graduats al MIT. Va treballar uns quants anys a Harvard, després se'n va anar a la universitat Rockefeller a Nova York en 1967, a Cornell el 1977 i, finalment, a la Universitat Princeton. El 2002, Kripke va començar a ensenyar al Centre de Graduats de CUNY, al centre de Manhattan, i va ser reconegut com un professor remarcable de filosofia el 2003.
Era membre de l'Acadèmia Europea de Ciències i Arts.